# Zygodontomys brunneus
Zygodontomys brunneus és una espècie de mamífer rosegador de la família dels cricètids. És endèmic del nord de Colòmbia, on viu a altituds d'entre 350 i 1.300 msnm. Es tracta d'un animal nocturn que s'alimenta de llavors, fruita i les parts verdes de les plantes. Els seus hàbitats naturals són els herbassars, les clarianes, els aiguamolls, la vegetació secundària i els camps de conreu. És una espècie en risc mínim, és a dir, no sembla que hi hagi cap amenaça significativa per a la seva supervivència.